# Jüdischer Friedhof (Arlon)

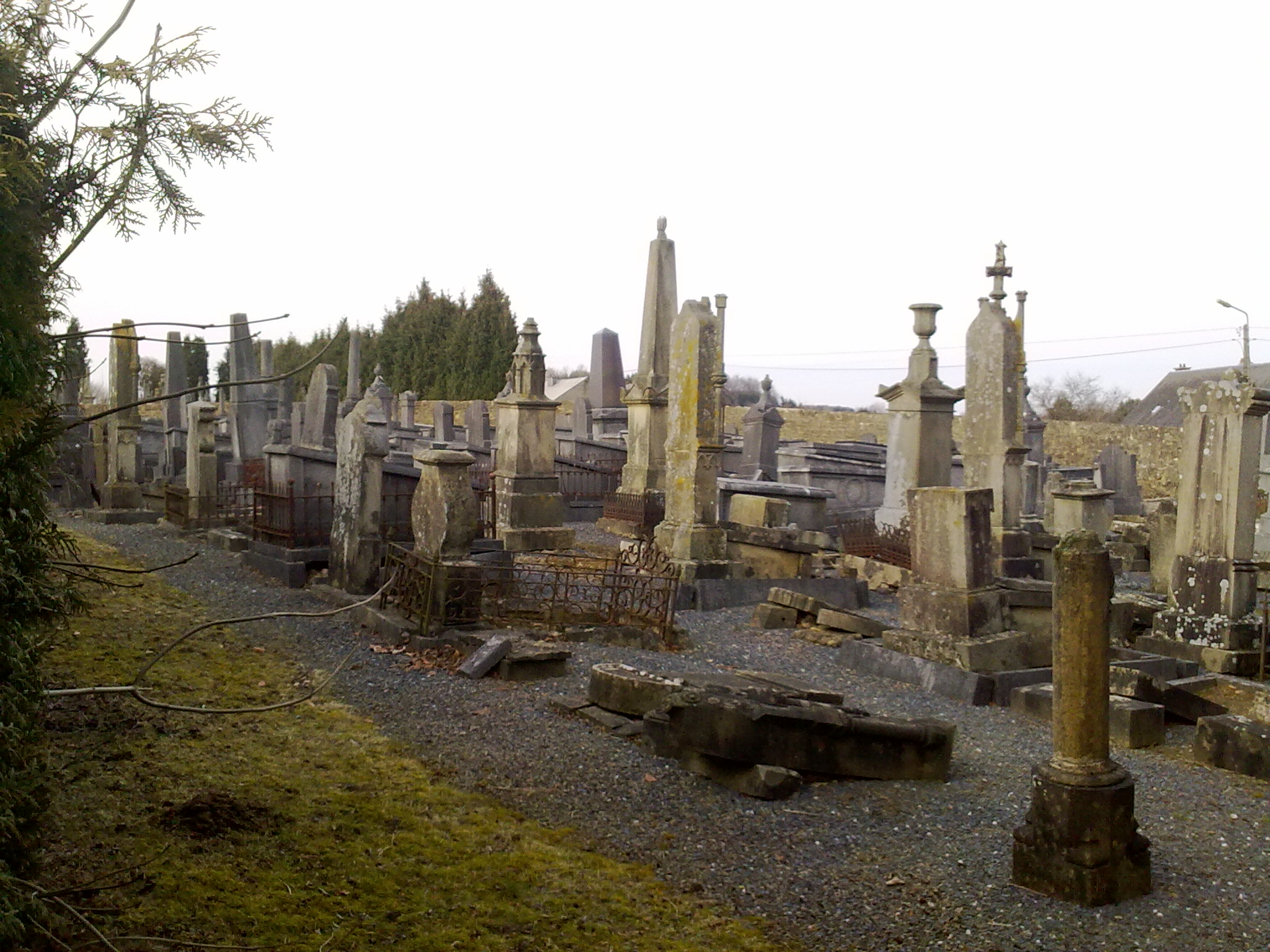
Jüdischer Bereich auf dem Gemeindefriedhof in Arlon

Der Jüdische Friedhof Arlon ist der älteste jüdische Friedhof in Belgien. Er wurde 1856 westlich der Rue de Diekirch in Arlon eingeweiht und ist Teil des Gemeindefriedhofs, der auch eine katholische Abteilung umfasst. Vor 1856 wurden die Juden aus Arlon auf dem jüdischen Friedhof von Luxemburg bestattet.
Im Jahr 2005 wurde er teilweise instand gesetzt durch die Zusammenarbeit des Jüdischen Museums von Belgien und der Aktion Sühnezeichen Friedensdienste (ASF). Beteiligt daran war eine Gruppe junger Polen, Deutsche, Ukrainer und Tschechen, in Kooperation mit dem Historiker Philippe Pierret und mit Olivier Hottois.